# Леспьель
Леспье́ль (фр. Lespielle) — коммуна во Франции, находится в регионе Аквитания. Департамент — Атлантические Пиренеи. Входит в состав кантона Тер-де-Люи и Кото-дю-Вик-Бий. Округ коммуны — По.
Код INSEE коммуны — 64337.

## География
Коммуна расположена приблизительно в 630 км к югу от Парижа, в 160 км южнее Бордо, в 27 км к северо-востоку от По.
По территории коммуны протекает река Леес.

### Климат
Климат тёплый океанический. Зима мягкая, средняя температура января — от +5°С до +13°С, температуры ниже −10 °C бывают редко. Снег выпадает около 15 дней в году с ноября по апрель. Максимальная температура летом порядка 20-30 °C, выше 35 °C бывает очень редко. Количество осадков высокое, порядка 1100 мм в год. Характерна безветренная погода, сильные ветры очень редки.

## Население
Население коммуны на 2010 год составляло 125 человек.
| 1962 | 1968 | 1975 | 1982 | 1990 | 1999 | 2010 |
| ---- | ---- | ---- | ---- | ---- | ---- | ---- |
| 149  | 125  | 143  | 155  | 152  | 140  | 125  |

## Администрация
| Период | Период | Фамилия        | Партия | Примечания |
| ------ | ------ | -------------- | ------ | ---------- |
| 1995   | 2008   | Люсьен Буа     |        |            |
| 2008   | 2020   | Бернар Маршене |        |            |

## Экономика
В 2010 году среди 77 человек трудоспособного возраста (15-64 лет) 56 были экономически активными, 21 — неактивными (показатель активности — 72,7 %, в 1999 году было 64,8 %). Из 56 активных жителей работали 51 человек (30 мужчин и 21 женщина), безработных было 5 (3 мужчин и 2 женщины). Среди 21 неактивных 4 человека были учениками или студентами, 9 — пенсионерами, 8 были неактивными по другим причинам.